# Антоний (Павлинский)
Архиепископ Антоний (в миру Александр Иванович Павлинский; 29 ноября 1801, село Притыки, Варнавинский уезд, Костромская губерния — 29 марта 1878, Владимир) — епископ Русской православной церкви, архиепископ Владимирский и Суздальский.

## Биография
Родился в семье священника. Окончил Макарьевское духовное училище, в 1827 году — Костромскую духовную семинарию.
14 сентября 1829 года пострижен в монашество, 6 июля 1831 года рукоположён во иеромонаха.
В 1831 году окончил курс Санкт-Петербургской духовной академии со степенью магистра богословия и 30 сентября 1831 года назначен инспектором Калужской духовной семинарии и профессором богословия.
10 мая 1832 года переведен инспектором Санкт-Петербургской духовной семинарии и назначен ректором Александро-Невского духовного училища.
5 сентября 1838 года возведен в сан архимандрита. С 17 сентября 1840 года настоятель Антония Римлянина монастяря и ректор Новгородской духовной семинарии.
8 июля 1852 года хиротонисан во епископа Острогожского, викария Воронежской епархии, с 3 октября 1853 года епископ Старорусский, викарий Новгородской епархии.
С 28 декабря 1854 года епископ Архангельский и Холмогорский, с 20 июля 1857 года епископ Нижегородский и Арзамасский, в обеих епархиях боролся со старообрядчеством, критиковал П. И. Мельникова-Печерского за симпатии к старообрядцам.
С 29 августа 1860 года епископ Волынский и Житомирский. Имел отрицательное мнение о волынском духовенстве, считал его строптивым, ополяченным и решительно неудовлетворяющим своему назначению — служить оплотом Православия и отстаивал интересы русского населения в связи с чем стремился ставить на приходы священников — выходцев из России. Местное духовенство враждебно относилось к архиерею. По поводу разных упущений и беспорядков преосвященный Антоний имел обыкновение делать замечания священникам прямо в церкви и иногда в резкой форме. Вместо скромного подчинения его требованиям он встречал оскорбительные для него протесты. Эти оскорбления были так многочисленны, что оставили в нём тяжелое воспоминание.
8 апреля 1862 года возведён в сан архиепископа.
17 июня 1866 года переведён на Владимирскую и Суздальскую кафедру. В первой своей речи на Владимирской кафедре, которую преосвященный занимал после Волынской, он сказал: "Благодарю Господа, что Он спас от нужд душу мою, переселил меня из Египта в землю Ханаанскую, из страны, хотя русской и благочестивой, но ополяченной и оскверненной жидами… ".
В 1868 года учредил Муромское викариатство Владимирской епархии. Заботился о благоустройстве духовно-учебных заведений в епархиях, нередко жертвуя собственные средства на строительство и ремонт духовных училищ и духовных семинарий, на пополнение библиотек духовных школ. Особо заботился об улучшении церковного пения. Открыл странноприимный дом при Владимирском соборе.
Скончался 29 марта 1878 года. Погребен в Рождественском соборе города Владимира.
В 1879 году во Владимирской духовной семинарии была учреждена стипендия его имени.